# پروکسید استون
استون پروکسید از دسته مواد منفجرهٔ بسیار حساس و قدرتمند است. استاین ماده بر دو نوع است استون تری اکسید و استون دی اکسید . استون تری اکسید پایدارتر از استون دی اکسید است. استون پروکسید جامد، سفید رنگ و بلوری است با این حال بسیار فرار است و به دلیل تجمع آن در زیر در، از حمل آن با ظروف در دار باید پرهیز کرد. این ماده در حالت خشک به شعله و شوک و ضربه حساس است و نگهداری آن بسیار مشکل و خطر ساز است ولی می‌توان آن را در درون آب یا الکل برای مدت زیادی نگهداری کرد. ترکیب نیتروسلولوز آغشته به استون (استون نیتروسلولوز را در خود حل می‌کند) با استون پروکسید آن را قویتر و پایدارتر می‌کند. استون پروکسید در حجم‌های مختلف خواص خاصی از خود نشان می‌دهد استون پروکسید در حجم‌های کمتر از ۲ گرم آتش می‌گیرد و در زیر یک ثانیه می‌سوزد ولی در حجم‌های بیش از ۲ گرم بدون نیاز به محفظهٔ بسته، بدون دود و شعله با صدای زیادی منفجر می‌شود و هیچ اثری از خود باقی نمی‌گذارد. استون پروکسید برای ساختن چاشنی‌های الکتریکی بسیار مناسب است و شوک‌های بسیار ضعیف نیز آن را فعال می‌کند.این ماده توانایی فعال سازی مواد منفجره غیر حساس را دارد و می‌توان با  آن موادی همچون پتن، نیتروگلیسیرین، اسید پیکریک، متیل نیترات، را فعال کرد.

## بمب‌گذاران انتحاری
استون پروکسید (تری‌استون تری‌پراکسید یا TATP) بسیار مورد توجه و استفادهٔ تروریست‌ها و بمب‌گذاران انتحاری قرار گرفته‌است چون سنسورهای فرودگاه‌ها و اماکن نظامی قادر به شناسایی آن نیستند و این امر به دلیل عدم وجود عنصر نیتروژن در آن است. همچنین این ماده از ترکیب دو ماده‌ای است که در هر داروخانه‌ای یافت می‌شود، استون و آب اکسیژنه. این ماده که قابلیت انفجاری بسیار زیادی دارد به گرما، ضربه و اصطکاک بسیار حساس است.

### راه‌های شناسایی و تشخیص
نیاز امنیتی به شناسایی این ماده سبب شده شیمی‌دان‌ها در نقاط مختلف دنیا به دنبال یافتن راه شناسایی آن باشند.

#### اسکنر فشار بخار
فشار بخار قابلیت تبدیل یک ماده از از حالت جامد به گاز است و پراکسید استون به سادگی می‌تواند به گاز تبدیل شود. بنابراین، حداقل به صورت نظری، بمب‌گذاری که جلیقه انفجاری حاوی پراکسید نیتروژن پوشیده باید آنقدر گاز متصاعد کند که حسگر بتواند آن را تشخیص دهد. پژوهشگران یک ردیاب (اسکنر) دستی ساخته‌اند که پراکسید استون و دیگر مواد انفجاری را با استفاده از حسگرهای رنگ‌سنج (colorimetric) تشخیص می‌دهد. وقتی گاز پراکسید استون وارد حسگر می‌شود، در معرض یک کاتالیزور اسیدی جامد قرار می‌گیرد. اسید، پراکسید استون را به اجزای تشکیل دهنده‌اش تجزیه می‌کند، یعنی آب آکسیژنه و استون.
آب اکسیژنه که یک اکسیدکننده ناپایدار است با مولکول‌های رنگ که در حسگر وجود دارند واکنش نشان می‌دهد و باعث تغییر رنگ آن می‌شود.
این حسگر پرتابل بسیار حساس است و حتی تغییر دو مولکول در یک میلیارد مولکول پراکسید استون را ردیابی و راز بمب‌گذار انتحاری را فاش می‌کند. همچنین یک حسگر پیشرفته‌تری ساخته شده که تغییر رنگ را شناسایی می‌کند و در حدود دوازده ماده منفجره مختلف را تشخیص می‌دهد.

#### حسگر گرما
این حسگری از اکسید قلع به عنوان کاتالیزور استفاده می‌کند. واکنش پراکسید استون با این کاتالیزور گرما تولید می‌کند و حسگر، گرما را تشخیص می‌دهد.

#### سگ
البته می‌توان سگ‌ها را آموزش داد تا بوی پراکسید استون را تشخیص دهند اما حسگرهای شیمیایی از سگ‌ها قابل اعتمادترند.